# Maik Galakos
Elias „Maik“ Galakos (griechisch Μάϊκ Γαλάκος, * 23. November 1951 in Piräus) ist ein ehemaliger griechischer Fußballspieler und Trainer.
Maik Galakos, der im Mittelfeld spielte, begann seine Profikarriere 1972 bei Fortuna Düsseldorf, nachdem seinen Eltern zuvor nach Deutschland emigriert waren und mit ihm Bottrop wohnten. Hatte in der Saison 1972–73 zwei Einsätze in der Bundesliga und zwei Einsätze im Ligapokal. Er war der erste Ausländer, der bei Fortuna eingesetzt worden ist, zugleich war er der erste Grieche in Deutschland, der in der 1963 gegründeten Fußball-Bundesliga spielte.
1973 wechselte er zu Olympiakos Piräus, wo er für sieben Jahre unter Vertrag stand und neben zwei Griechischen Meisterschaften (1980, 1981) auch zweimal den Pokal gewinnen konnte (1975, 1981). Wiederholte Versuche ihn nach Deutschland zurückzuholen scheiterten an Olympiakos.
1981 wechselte Galakos zusammen mit Ioannis Kirastas zum Erzrivalen Panathinaikos Athen und gewann 1984 noch einmal die Meisterschaft sowie zwei Pokalsiege (1982, 1984). Seine aktive Laufbahn beendete Galakos 1985 nach 255 Erstligaeinsätzen.
Maik Galakos war Mitglied der Griechischen Fußballnationalmannschaft und kam dort auf 30 Einsätze, in denen er fünf Tore erzielen konnte. Höhepunkt seiner Nationalmannschaftskarriere war die Teilnahme an der Fußball-Europameisterschaft 1980 in Italien.
Nach seiner Zeit als Spieler übernahm Galakos bei verschiedenen griechischen Vereinen das Traineramt. Sein bedeutendster Verein war dabei Panathinaikos.

## Erfolge
- Griechischer Meister: 1974, 1975, 1980, 1981, 1984
- Griechischer Pokalsieger: 1975, 1981, 1982, 1984